# Bisdom Joinville
Het bisdom Joinville (Latijn: Dioecesis Ioinvillensis) is een rooms-katholiek bisdom met als zetel Joinville, in Brazilië. Het bisdom is suffragaan aan het aartsbisdom Florianópolis.

## Geschiedenis
Het bisdom werd opgericht op 12 januari 1927, uit delen van het bisdom Florianópolis. 

## Parochies
Het bisdom had in 2021 een oppervlakte van 9.508 km2 en telde 1.275.674 inwoners waarvan 69,0% rooms-katholiek was.

## Bisschoppen
- Pio de Freitas Silveira (25 januari 1929 - 19 januari 1955)
  - Inácio João Dal Monte (coadjutor: 15 maart 1949 - 21 mei 1952)
- Gregório Warmeling (3 april 1957 - 9 maart 1994)
- Orlando Brandes (9 maart 1994 - 10 mei 2006)
- Irineu Roque Scherer (30 mei 2007 - 2 juli 2016 )
- Francisco Carlos Bach (19 april 2017 - heden)

Florianópolis (aartsbisdom) · Blumenau · Caçador · Chapecó · Criciúma · Joaçaba · Joinville · Lages · Rio do Sul · Tubarão